# What'd I Say
What'd I Say (of What I Say) is een lied van de Amerikaanse rhythm-and-bluesartiest Ray Charles. Het werd in juli 1959 door Atlantic Records als single uitgegeven en verscheen later dat jaar als albumnummer op What'd I Say.
Charles improviseerde dit lied toen hij in december 1958 bij een van zijn optredens de gehele setlist gespeeld had, maar nog tijd over had. De opname vond plaats op 18 februari 1959 en Jerry Wexler verzorgde de muzikale productie.
Het lied was ongewoon lang voor een muzieknummer voor die tijd en werd zelfs in tweeën geknipt in de single-versie.
Het werd in 2002 opgenomen in het National Recording Registry. In een door het muziekblad Rolling Stone samengestelde lijst van de vijfhonderd beste liedjes stond What'd I Say op de tiende plek.

## Beatles
In de periode dat The Beatles in Hamburg speelden (1960-62), brachten ze What'd I Say regelmatig ten gehore. Ze testten vaak hoe lang ze het nummer konden rekken (soms wel tot dertig minuten) en daagden dan het publiek uit om stukken mee te zingen, doorgaans met succes.
Het nummer werd in 1961 opgenomen. Tony Sheridan trad op als zanger met wisselende begeleidingsgroepen, die zich meestal The Beat Brothers noemden. Een paar opnamen maakte hij met The Beatles, ook onder de naam The Beat Brothers. Hoewel What'd I Say op diverse verzamelalbums van Tony Sheridan met The Beatles staat, spelen The Beatles vermoedelijk niet op deze opname.

## Jerry Lee Lewis
In 1961 bracht Jerry Lee Lewis What'd I Say uit als single. Het nummer haalde de 25e plaats in de Amerikaanse Billboard Hot 100 en de 10e plaats in de Britse UK Singles Chart. Hij zingt het nummer ook op het livealbum Live at the Star Club, Hamburg uit 1964.